# Aeroportul Havre Saint-Pierre
Aeroportul Havre Saint-Pierre (IATA: YGV, ICAO: CYGV) este un aeroport din Havre-Saint-Pierre⁠(d), Minganie Regional County Municipality⁠(d), Côte-Nord⁠(d), Provincia Québec, Canada ce deservește zona Havre-Saint-Pierre⁠(d). Aeroportul a fost tranzitat în 2020 de 3.468 de pasageri.
Situat la o altitudine de 38 m, aeroportul dispune de o singură pistă. Este operat de Aeropro⁠(d).